# Манджуков, Пётр
Пётр Атанасов Манджуков (родился 2 июня 1942 г.) — болгарский предприниматель и общественный деятель, почетный гражданин городов Пловдива и Сопота, обладатель высшей государственной награды Республики Болгарии — ордена «Стара Планина» I степени, награждён Указом № 228 Президента Республики Болгарии -Георгия Пырванова. Инженер-механик по специальности «Технология машиностроения», работал технологом на Вазовском машиностроительном заводе (г. Сопот), в 1999 году основал компанию PM Group AD, впоследствии переименованную в «Манджуков» АД. В годы переходного периода в Болгарии Петр Манджуков быстро зарекомендовал себя в качестве одного из ведущих в Европе торговцев запчастями для машин, произведенных в бывшем Советском Союзе и России.
Во второй половине своей жизни, с целью реализации благотворительных инициатив, Петр Манджуков основал 26 июля 2012 года Фонд Петра Манджукова, а 12 января 2019 года — Фонд семьи Манджуковых, которые работают как в частной, так и в общественной сфере. Он является учредителем Ассоциации семейного бизнеса Болгарии. Фамильный герб семьи Менджуковых с девизом «Созидание, достоинство, благородство» отражает её глубокую жизненную философию, связанную с сохранением семейной памяти и поддержанием высоких нравственных устоев во всех начинаниях.

## Биография
Родился 2 июня 1942 года в городе Пловдиве, в семье Атанаса Косева Манджукова и Веры Петровой Алиянской. Его отец работал в литейном цехе «Балкан», пройдя весь профессиональный путь — от подмастерья до мастера-литейщика. В 1943 году отец Петра Манджукова был мобилизован в оккупационную болгарскую армию в Македонии. В 1947 году от туберкулеза скончалась сестра Петра — Люба Манджукова. Спустя два года (в 1949 году) родился его брат Любомир /который, благодаря своему музыкальному таланту, стал членом оркестра Военно-морского училища в г. Варне/.
Из-за работы отца, семья постоянно переезжала то в г. Горной Оряховицы, то в г. Пловдив. Там Петр получил начальное и среднее образование и всегда учился на отлично. Участвовал в школьных отрядах, а после школы прошел срочную военную службу по призыву. Далее была служба на военно-морском флоте Болгарии. Диплом инженера по специальности «Технология машиностроения» он получил в Машинно-элоктротехническом институте в Софии, а в 1979 году закончил учёбу и по специальности «Внешняя торговля» в Высшем институте экономики имени Карла Маркса в Софии.

## Бизнес

### Начальный период
Петр Манджуков — один из самых молодых главных технологов ВМЗ /Вазовские машиностроительные заводы/ в Сопоте. На протяжении многих лет он занимал ответственные должности в сфере машиностроения. В 1974 году работал научным сотрудником II степени в ЦНИИТМАШе в г. Софии, а до 1977 года занимал эту же должность в ДСО «Металхим», г. Сопот. С 1977 по 1985 год был главным специалистом в ВТО «Кинтекс». В те годы он создал прочные деловые контакты, как частный бизнесмен, с разными структурами в Алжире, длящиеся более 30 лет. В 1985 году Петр Манджуков вернулся из Алжира в Болгарию и стал заместителем генерального директора по производственным вопросам ДСО ЗММ и первым заместителем генерального директора болгаро-советского объединения «Иваново» — ЗММ. Генеральным директором этого объединения был Владимир Кабаидзе — признанный в то время одним из величайших экономических лидеров Советского Союза. Во времена социалистической Болгарии Петр Манджуков занимал разные должности во внешнеторговых компаниях. Профессиональная карьера инженера и торговца привела его в ряде стран Африки, Азии и Европы.

### Принципиальный конфликт
В конце 1980-х годов из-за серьёзного, принципиального конфликта с руководствами болгарского и советского машиностроения его навсегда отстранили от работы на производстве. Петр Манджуков остро выступал против утверждения, что сбои в производственных результатах связаны с работой болгарских предприятий, и указывал на то, что существующие на тот момент производственные связи невыгодны для болгарской стороны. В мае 1989 года, в Национальном дворце культуры в Софии, он выступил с речью перед пленумом Центрального комитета Болгарской коммунистической партии, заявляя, что наложенные сверху цены не соответствуют производственным затратам и что предприятия — участники объединения / из городов Хасково, Михайловград и София/, в проигрыше. Стенограмма выступления была отправлена Тодору Живкову, а через несколько дней Петр Манджуков был снят с должности.

### После демократических перемен
Демократические перемены 1989/90 застали его представителем Завода металлорежущих машин /ЗММ/ в Македонии. В первые годы демократии, благодаря своим специальным знаниям и контактам в области машиностроения, Петр Манджуков быстро зарекомендовал себя в качестве одного из ведущих торговцев запчастями для машин, произведенных в бывшем Советском Союзе и в России. Его безупречная репутация торговца и специалиста в области машиностроения, открыла перед ним двери и тропинки по всему миру, в том числе и в местах труднодоступных для других предпринимателей, торгующих спецпродукцией.
В 1999 году Петр Манджуков основал акционерное общество PM Group AD, которое являлось правопреемником ряд компаний, созданных после 1990 года. В октябре 2007 года общество PM Group AD было переименовано в «Манджуков» АД. Новое название компании призвано четко подчеркнуть фамильный принцип организации. Компания работает в области СМИ, машиностроения, торговли, строительства, виноделия и альтернативных источников энергии.
Петр Манджуков — член Правления Союза издателей ежедневных газет в Болгарии, были издателем газеты «Дума» и владелец Балканского болгарского телевидения.
Он является учредителем и президентом Гольф-клуба «Bulgarian Seniors Golf Association», членом Правления Итальянской торговой палаты в Болгарии и председателем Консультативного совета Болгаро-китайской торгово-промышленной палаты.
В 2014 Петр Манджуков купил 80 % от капитала популярного футбольного клуба ЦСКА (София) и стал членом Надзорного совета, а его сын Ивайло Манджуков — членом Управительного совета клуба. Петр Манджуков — физическое лицо с наибольшим количеством акций в клубе «красных». После серии скандалов, в апреле 2015 года, Петр Манджуков прекратил свои вложения и покинул «ЦСКА», передавая свои акции Грише Ганчеву и Илиану Инджову.
Петр Манджуков является основным акционером в акционерном обществе Prista Recycling AD, а его сын Ивайло Манджуков — исполнительным директором общества. Компания является не только инвестором, но и соисполнителем, осуществляя всю инженеринговую деятельность по проекту Завода по переработке отработанных масел в г. Ангрене, Узбекистан. Строительство и пуск завода были осуществленны под руководством Ивайло Манджукова. Проект является результатом работы совместного предприятия «Uz — Prista Recycling», созданного указом Президента Республики Узбекистан. В его состав входят болгарская компания Prista Recycling, которая имеет 51 % акции и «Узнефтепродукт» — дочерняя компания «Узбекнефтегаза», которой принадлежат 49 %. На предприятии применяется высокотехнологическая техника для переработки отработанных масел с целью получения свежих базовых масел, пригодных для обеспечения традиционного производства масел.
18.05.2016 премьер-министр Болгарии Бойко Борисов и Президент Узбекистана — Шавкат Мирзиёев лично открыли завод . Запуск в эксплуатацию нового высокотехнологического завода для переработки отработанных масел обеспечивает снижение и прекращение выброса опасных отходов в окружающую среду, способствует решению ситуации с несанкционированным размещением отработанных масел в окружающей среде, и вместе с тем обеспечивает свежее сырье для производства готовых технических масел.
В Украине /г. Николаев/, Prista Recycling Group инвестировала в небольшой нефтеперерабатывающий завод, расположенный на площади в 1,69 га. Общество «Евро Медия БГ» ЕООД (часть холдинга «Манджуков» ООД) является акционером и инвестором компании Ad Venture Radio BV (нидерландская компания) в партнерстве с Карлом Габсбургом-Лотарингеном и Христо Грозевым. Компания владеет капиталом «Радио Краина FM», вещающее в 26 городах Украины и онлайн. С 2021 года компания «Евро Медия БГ» ЕООД также является издателем журнала «L’Europeo».
В 2018 году общество «ПАМ Солар» ООД было переименовано в общество «Манджуков» ООД с управляющими Иванета Манджукова и Петр Манджуков. Это новая материнская компания, которая является универсальным правопреемником «Манджукова» АД. Отдельные направления бизнеса, осуществляемого семьей Манджуковыхобособленны в дочерные компании холдинговой структуры «Манджуков» ООД. Контроль над ними приобретен и осуществляеться посредством прямого участия материнской компании «Манджуков» ООД в деятельности дочерних компаний. В её состав входят: ПМ Прес ООД — издатель еженедельника «ТV Сага», «Машиноекспорт България» ЕАД, «ЗММ» АД, «ЗММ Солар» ЕООД, «Евро Медия» ЕООД. Петр Манджуков — исполнительный директор и председатель Совета директоров.
В ноябре 2019 года решением Совета Министров Болгарии (№ 651/ 04.11.2019), открылось почетное консульство Республики Узбекистан в Республике Болгарии во главе с почетным консулом (нештатным). Почетным консулом был назначен Петр Манджуков. Открытие почетного консульства Узбекистана в Софии вносит вклад в углубление и расширение двухстороннего сотрудничества между странами в долгосрочном политическом и экономическом аспекте.
Семья Манжуковых работает в области недвижимости — купля-продажа, сдача в аренду офисных помещений, жилплощади. Компания является владельцем офисных зданий — Бизнес-центр Премиум I и II(каждый по 12 этажей, расположенных на центральном софийском бульваре); престижного административного здания в районе Бояна /София/; элитных жилых квартир и офисов в лучших районах Софии; квартир в городе Созополе и много паркомест.
Другая деятельность холдинга «Манджуков» ООД, через ЗММ «Солар», связана с производством электроэнергии из возобновляемых источников. Эта деятельность осуществляется при помощи трех солнечных электростанций, две из которых находятся на территории поселка Сбор, Пазарджишкая область, и одна, установленная на крыше, в городе Софии. Установленная мощность обеих наземных станций в с. Сбор составляет — по 4979 кВт каждая, а крышной электростанции в Софии — 949 кВт. Для строительства электростанций использовались услуги международных специализированных компаний.
Компании Петра Манджукова «Агро Легаси» ЕООД принадлежат около 20 000 дка, которых она сдает в аренду.

## Взгляды
Взгляды Петра Манджукова представляют собой смесь капиталистического предпринимательства и сильной социальной чувствительности.

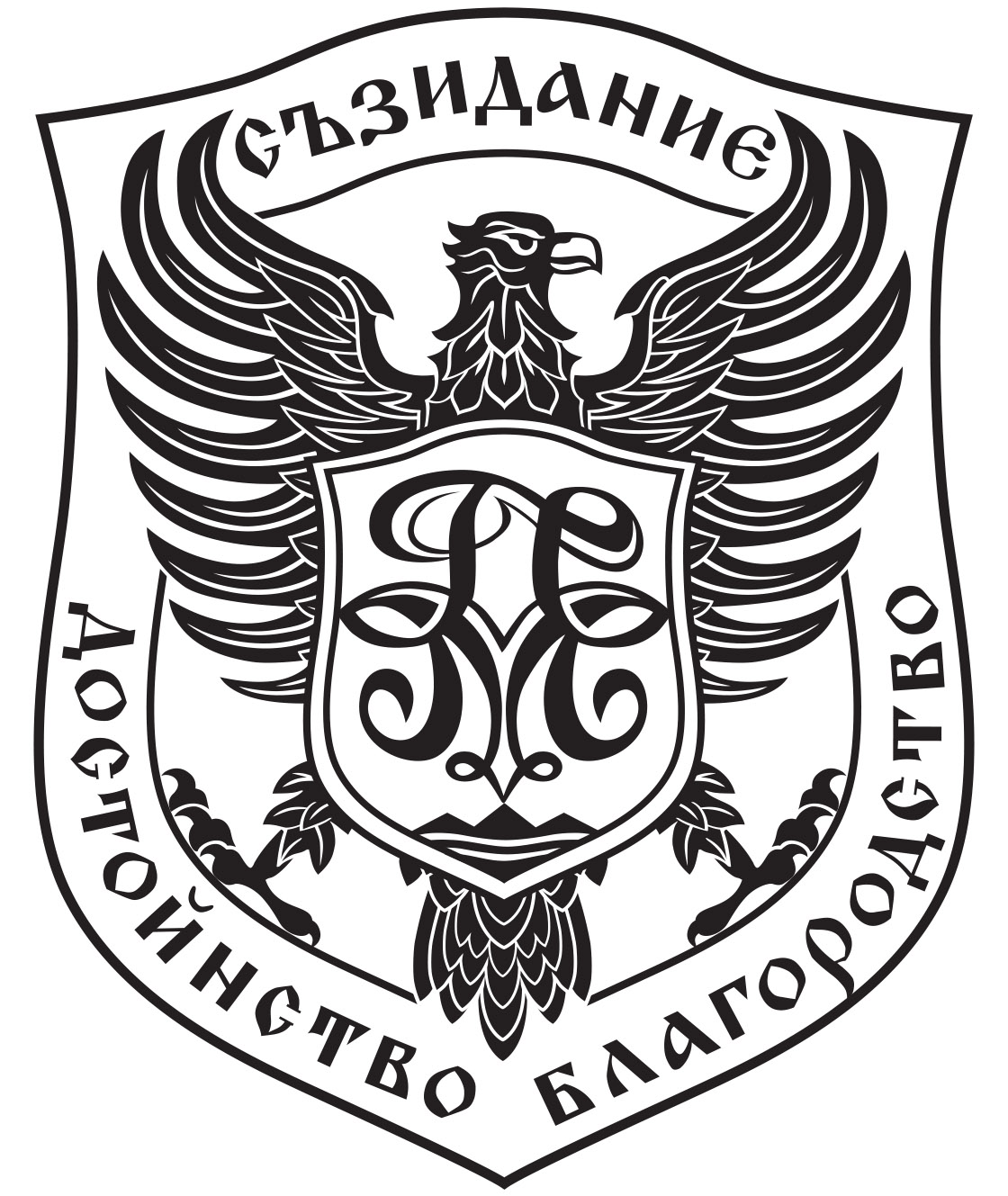
Фамильный герб Петра Мандюковых с девизом: «Создание, достоинство, благородство».

### Социальное неравенство
Для предпринимателя Манджукова, неравенство в современном мире усуглублено до неприемлемых пределов, когда бедные и богатые живут «как будто на разных планетах». Он признает, что из-за желания богатых людей потреблять все больше и больше и концентрировать общественный ресурс в небольшой группе богатых людей, этот социальный разрыв приведет к новым социальным революциям в ближайшие десятилетия. Петр Манджуков видит предотвращение этого острого социального столкновения в установлении новых общественных отношений.

### Будущее
Петр Манджуков уделяет особое внимание социальному неравенству и роли богатых в перераспределении богатства. Бизнесмен убежден, что социально адекватное распределение общественного богатства имеет основное значение не только для правильного развития общества, но и для его выживания. По мнению Манджукова, необходимо ограничить навязываемые потребителю потребности индивидуума и заложить основы воспитания в обществе, стимулирующие творческое и эстетическое начало в личности.

### Благотворительность
Петр Манджуков отмечает, что благотворительность — естественный рефлекс богатого и успешного человека.
"Благотворительность — это не угрызения совести, а мое послание поколениям. И состоятельным людям. Я считаю, что каждый достойный человек, у которого больше возможностей, должен вернуть обществу часть того, что ему дала судьба. Идеальный договор — прекрасная метафора, можно даже сказать мечта человека слова и чести. Семья как личный договор, государство как общественный договор, жизнь как договор между вами и окружающим миром или сила, которая, по вашему мнению, создала и управляет этим миром. (на болгарском языке).

## Пожертвование и общественная деятельность
Петр Манджуков — один из крупнейших спонсоров строительства православного храма Рождества Христова в столичном районе «Младост», храма Святого Первомученика и архидиакона Стефана в Южном парке столицы, храма Успения Пресвятой Богородицы на курорте Пампорово, собора Святых Кирилла и Мефодия в Ловече, церковь Святого Димитра в селе Брест, муниципалитет Червен бряг. Петр Манджуков, на собственные средства, построил церковь Святых апостолов Петра и Павла в монастыре Святых апостолов Петра и Павла под Софией.
Оказал щедрую поддержку реставрации Собора Александра Невского и Ротонды Святого Георгия в Софии, и церкви Святого Георгия — Ротонды в Софии. Главный спонсор строительства восточно-православного храма Святого Преображения Господня в жилом районе «Тракия» в Пловдиве.
Петр Манджуков также является спонсором болгарской культуры и словесности. Он подарил более 4500 томов болгарской и мировой классики 56 болгарским общинным центрам, оказывает финансовую поддержку театру имени Николая Хайтова в г. Смоляне, средней музыкальной школе народных инструментов и пения в деревне Широка лъка, Смолянская область, фольклорному ансамблю в деревне Гела, Смолянская область. Благодаря его финансовой поддержке осуществлен перевод на английский язык книги большого болгарского поэта Любомира Левчева «Ты следующий.» Книги «Болгары — первые европейцы» и «Русско-турецкая война 1878 года» профессора Божидара Димитрова, а также спектакль формации «Театральный мир», по пьесе ведущего болгарского поэта и драматурга Стефана Цанева «Ад — это я», тоже выходят в свет, благодаря Петру Манджукову.
Бизнесмен также является спонсором Пловдивского муниципалитета, даря средства на строительство пешеходных дорожек и системы видеонаблюдения на территории старого города. Лично он и его семья поддерживают малообеспеченных детей в детских домах с. Стойките /Смолянская область/ и в столичном районе Драгалевци; больных, нуждающимся в лечении за рубежом; спонсируют обучение студентов в стране и за рубежом. Петр Манджуков является крупным спонсором строительства медицинского центра, закупки оборудования и лекарств для людей с ограниченными возможностями. С 10 декабря 2007 года его именем названо детское отделение Центра психологических исследований в г. Софии.
25 января 2008 г., Джим Рамстад — конгрессмен Палаты представителей Конгресса США, провозгласил Петра Манджукова послом доброй воли.
18 марта 2016 г. Болгарская Академия наук /БАН/ получила пожертвование от Петра Манджукова в размере 400 000 левов на научные исследования в области фракологии. В центре внимания проекта — связь нынешних болгар с фракийской цивилизацией /включая анализы ДНК для изучения истории/. Пожертвование принял председатель Болгарской академии наук — акад. Стефан Воденичаров. Он наградил Петра Манджукова почетным знаком председателя Болгарской академии наук и дипломом за пожертвование на поддержку деятельности академии. Согласно законодательству Республики Болгарии, академик Воденичаров также вручил и свидетельство о дарении.

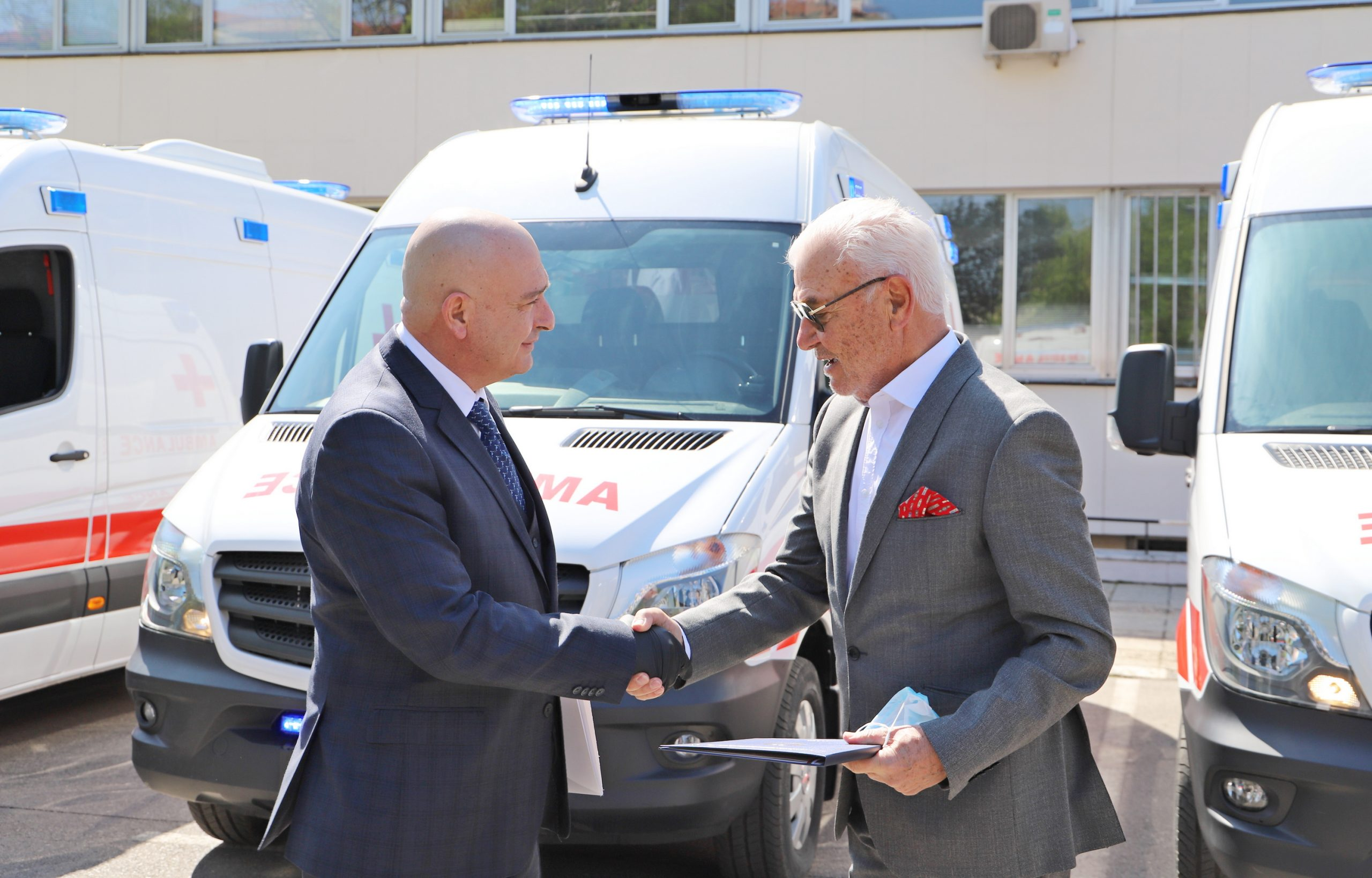
ММА — София получила в дар от Петра Манджукова 6 машин скорой помощи. На фото: проф. Д-р Венцислав Мутафчийски

В мае 2020 года Петр Манджуков подарил 6 полностью оборудованных машин скорой помощи Военно-медицинской академии в Софии. Пожертвование принял директор больницы — генерал-майор профессор д-р Венцислав Мутафчийски.
В феврале 2021 г. в Биологическом факультете Софийского университета имени Св. Климента Охридского, на кафедре генетики, открылся Учебный центр по молекулярной генетике и функциональной геномике. Создание этого центра полностью осуществляется через Фонд семьи Манджуковы в ответ на призыв преподавателей кафедры генетики оборудовать лабораторию с современным оборудованием для нужд преподавания и практической подготовки студентов биологического факультета. Декан факультета — профессор Стоян Шишков отмечает, что пожертвование Петра Манджукова биологическому факультету Софийского университета является крупнейшим в истории университета после братьев Евлоги и Христо Георгиевы.
Петр Манджуков — учредитель и почетный председатель Ассоциации семейного бизнеса в Болгарии, он является членом Правлений Союза болгарских читалищ /домов культуры/ и Болгарского дипломатического общества. Петр Манджуков — один из учредителей ассоциации «Восточноевропейский университет Иоанна Экзарха» (г. София) — неправительственной организации, направленной на развитие университетского образования и исследований, он является и членом-корреспондентом «Экологической академии» в г. Киеве (Украина).

## Личная жизнь

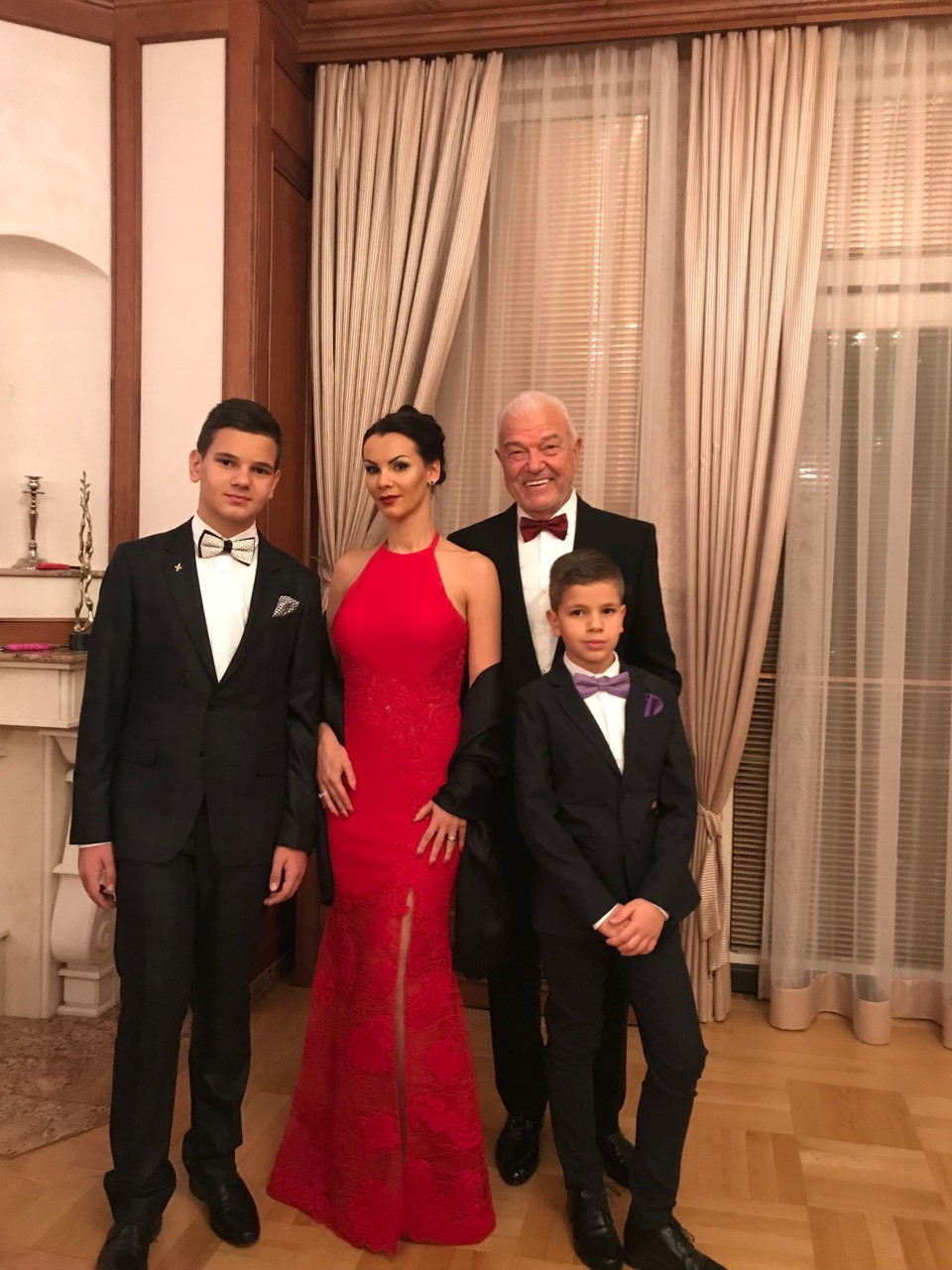
Петр Манджуков с женой и сыновьями

В 1973 году он женился на Рени Манджуковой, от которой у него родился сын Ивайло Манджуков и внук Петр Манджуков-младший. С 2010 г. Петр Манджуков женат на Иванете Манджуковой, от которой имеет двух сыновей — Петр Манджуков и Александр Манджуков. Он владеет французском, английском и русском языках.

## Фамильный герб
В 1994 году, в первом фамильном доме в районе Драгалевци, София, был изготовлен резной триптих из дерева с посланием к поколениям, выражено в надписи «Созидание, достоинство, благородство» и отражает желание Петра Манджукова, что бы поколения после него следовали этим основным принципам поведения в жизни. На фамильном гербе также есть инициалы «П», «М» и стилизованная фигура орла.

## Признания и награды
За вклад в инициативу создания равных возможностей для людей, получивших ущерба и пострадавших от стихийных бедствий, 6 декабря 2007 года Петр Манджуков был удостоен Ордена «Благодарность за милосердие» и его имя внесено в Золотую европейскую книгу корпоративных дарителей.
Петр Мандюков является кавалером высшего ордена Республики Болгария " Стара Планина " I степени (Указ № 228 / 13.06.2002). президента Георгия Пырванова).
Петр Манджуков был возведен в достоинство Архонта Пловдивский Святой Митрополии, за свою ктиторскую деятельность и за содействие в делах Святой Пловдивской епархиальной церкви с решением Пловдивского епархиального совета, протокол № 9 от 08.06.2012, г. Пловдив, Арх. знак № 1.
Петру Мандюкову было присвоено звание «Почетный гражданин Пловдива» за его исключительные пожертвования и заслуги, имеющие непреходящую ценность и значение для развития города и муниципалитета, решением Городского совета № 431, Протокол № 18 от 25.10.2012.
12.08.2020 Петру Мандюкову было присвоено звание «Почетный гражданин Сопота» за исключительные пожертвования и заслуги, имеющие непреходящую ценность и значение для развития города.